# Die Liebe kennt nur der, der sie verloren hat
Singles de Mireille Mathieu
Walzer der Liebe
(1977) Nimm noch einmal die Gitarre
(1977)
Die Liebe kennt nur der, der sie verloren hat est une chanson allemande de la chanteuse française Mireille Mathieu sortie en 1977 en Allemagne chez Ariola. La chanson est un 45 tours tiré de son album sorti en 1977, Das neue Schlageralbum sortie aussi chez Ariola.